# Tropidonophis multiscutellatus
Tropidonophis multiscutellatus là một loài rắn trong họ Rắn nước. Loài này được Brongersma mô tả khoa học đầu tiên năm 1948.